# 가르다리키

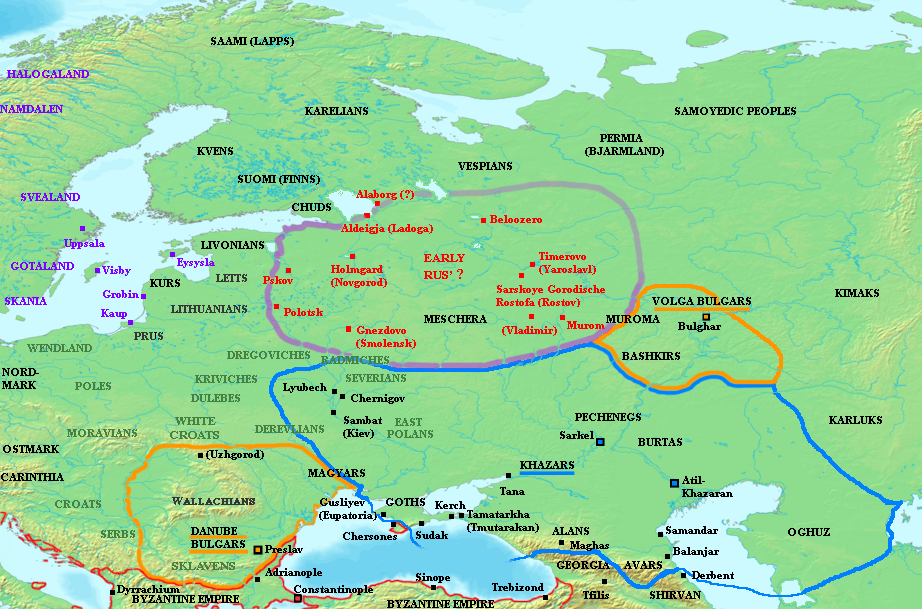
바랑기아인 또는 루스인의 정착지는 적색 글자, 슬라브인의 정착지는 회색 글자, 하자르 카간국의 영토는 청색 실선으로 표시되었다.

가르다리키 또는 가르다벨디(고대 노르드어: Garðaríki; Garðaveldi)는 중세 때 루스인들의 나라들을 가리킨 노르드어 표현이다.
"가르다리키"라는 말의 뜻은 "도시(가르다)들의 왕국(벨디)"이라는 뜻으로, 스타라야라도가에서 시작하여 볼호프강을 따라 남쪽으로 이어지는 루스 카간국의 요새도시들을 가리킨 표현으로 보인다. 이 요새도시들은 9세기 말까지 하자르 카간국과 항쟁하면서 키예프 루스라는 최초의 동슬라브족 국가를 건설하게 된다. "가르다"(Gardar)란 슬라브어로 "읍락"을 의미하는 "고르드"(gord) 및 영어의 "가든"(garden)과 어근을 공유한다.
세 개의 바랑기아 룬스톤(G 114, Sö 338, U 209)에 "가르다"에 갔다온 노르드인들에 대한 언급이 존재한다.

## 가르다리키의 왕 목록
- 오딘 (헤르보르와 헤이드레크의 사가)
- 시그를라미 (헤르보르와 헤이드레크의 사가)
- 스바프를라미 (헤르보르와 헤이드레크의 사가)
- 롤라우그(Rollaugr; 헤르보르와 헤이드레크의 사가)
- 라드바르드 (왕사 사가 파편)
- 흐레그비드(Hreggviðr; 공구흐롤프의 사가)
- 할프단 브로누포스트리(Hálfdan Brönufostri; 강력한 소를리의 사가)
- 비사발드(Vissavald; 올라프 트뤼그바손의 사가)

## 같이 보기
- 루스 카간국